# Ortaköy-moskee
De Ortaköy-moskee (Turks: Ortaköy Camii), officieel Büyük Mecidiye Camii (Grote Keizerlijke Moskee), staat in de wijk Ortaköy in de Turkse havenstad Istanboel.
Deze neobarokke moskee werd in de periode van 1854 tot 1856 gebouwd in opdracht van de Ottomaanse sultan Abdülmecit. Deze verving een oudere, 18e-eeuwse moskee die op dezelfde plek stond. De architecten van het nieuwe gebouw waren de Armeniërs Garabet Amira Balyan en Nigoğayos Balyan.
Het bouwwerk ligt aan de oever van de Bosporus, nabij de Bosporusbrug. Door de hoge ramen wordt het weerkaatste zonlicht van het water op het plafond geprojecteerd.